# Maître-bau

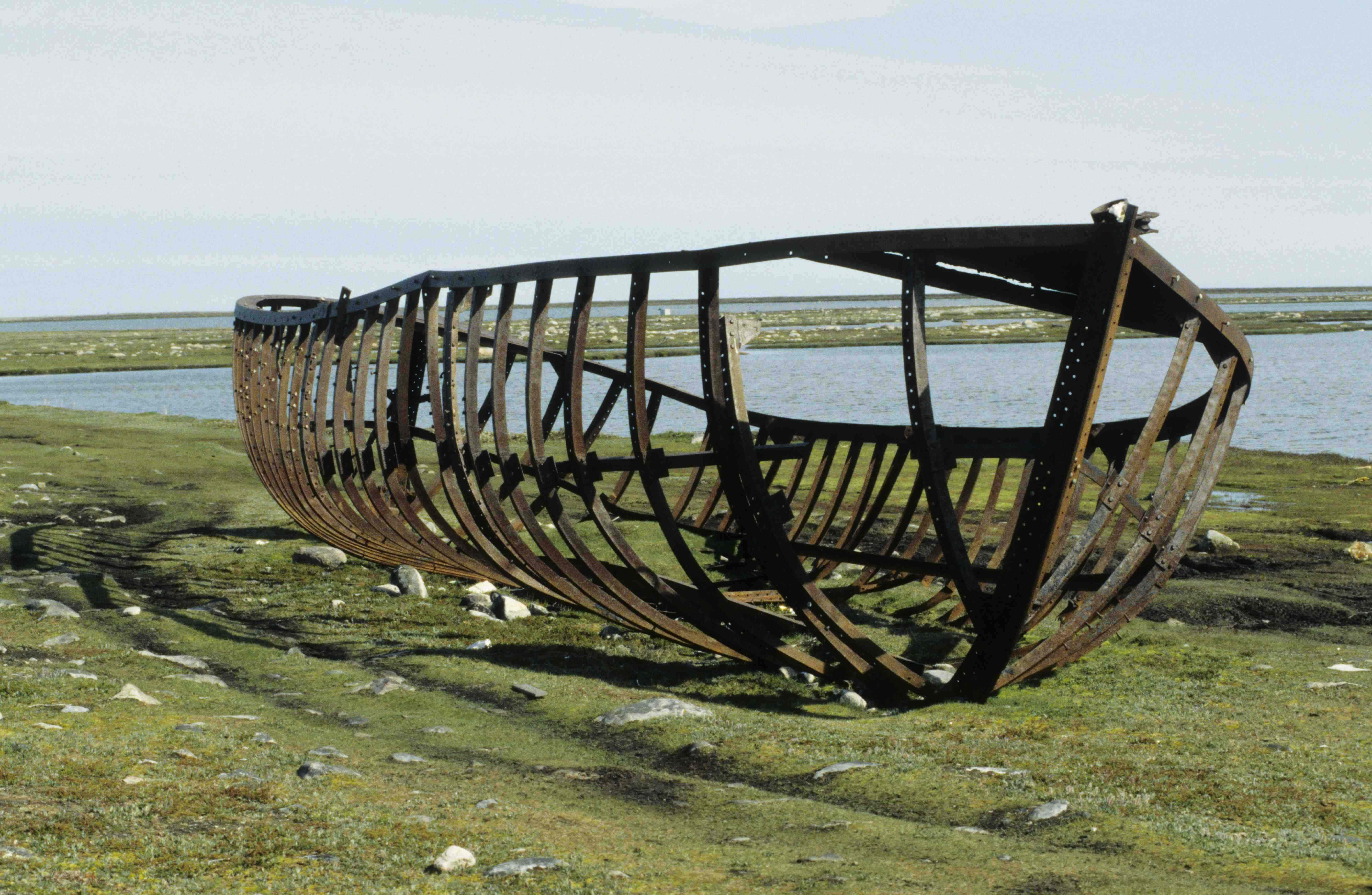
Squelette d'une coque en fer et un barrot AV restant bien visible.

Le maître-bau d'un navire correspond à sa plus grande largeur.

## Étymologie
Il dérive du mot bau qui signifiait barrot, soit une pièce de structure transversale servant à raidir le bordé aligné sur chaque membrure et soutenant le pont, en s'étendant de part et d'autre du navire. Le maître-bau désignait ainsi la plus grande de ces pièces de charpente, donc l'endroit où le navire serait le plus large.

## Usage du terme
Il est toujours utilisé pour faire référence à la largeur du navire (on parle alors de « largeur au maître-bau ») ; on appelle aussi coupe au maître (sous-entendu au maître-bau) le plan représentant la section transversale au niveau de la plus grande largeur du navire et donnant les différents échantillonnages.

Le maître-bau est noté B sur ce schéma.